# برج هرقل

برج هرقل (بالإسبانية: Torre de Hércules)‏. (بالإنجليزية: Tower of Hercules)‏. استخدم برج هرقل كمنارة ومعْلم في مدخل ميناء لاكورنيا الواقع في شمال ـ غرب إسبانيا منذ أواخر القرن الأول بعد الميلاد، عندما أنشأ الرومان برج بريغانتيا.

## بناء البرج
يصل ارتفاع البرج، الذي أنشئ على صخرة يبلغ ارتفاعها 57 متراٌ، إلى أكثر من 55 متراً. وينقسم إلى ثلاثة مستويات تتدرج في الصغر، يخص أولها الطراز الروماني لبناء المنارات. ويلاصق قاعدة البرج مباشرة مبنى صغير مستطيل الشكل ذو طابع روماني. ويشمل هذا الموقع أيضاً مُجمّعاً يحوي نقوشاً صخرية تخص جبل بيكوس يعود تاريخها إلى عصر الحديد، فضلاً عن مدافن إسلامية. وقد اكتشفت أساسات المبنى ذات الطراز الروماني خلال الحفريات التي جرت في التسعينات. وثمة العديد من الأساطير التي تتعلق ببرج هِرَقْل انتشرت بدءاً من العصور الوسطى حتى القرن التاسع عشر، حيث أن هذا البرج يُعتبر فريداً من نوعه لأنه يمثل المنارة الوحيدة من العصر الإغريقي الروماني التي احتفظت بقدر معقول من سلامة بنيتها واستمرار تشغيلها.

## معرض الصور

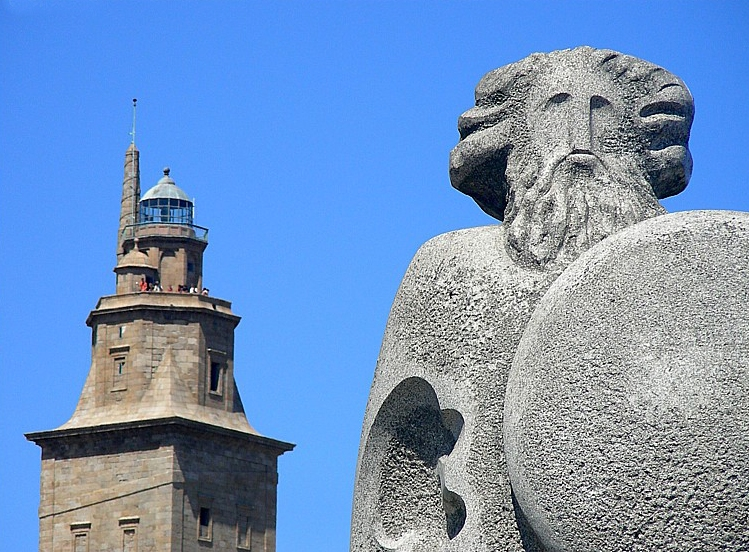
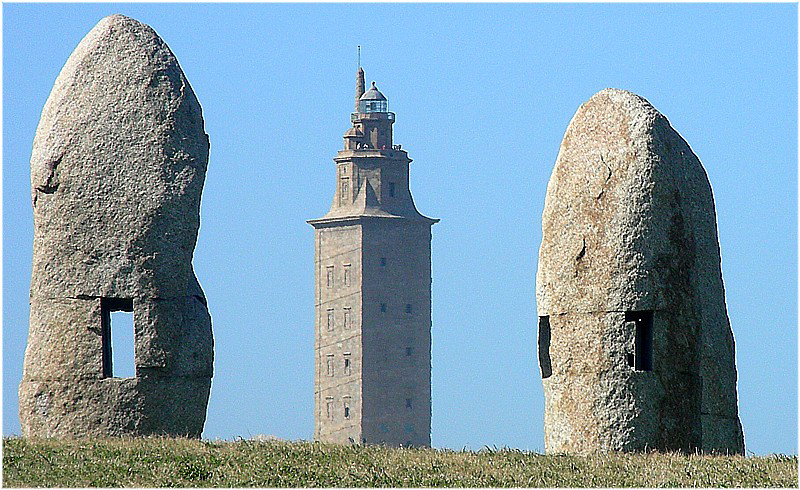
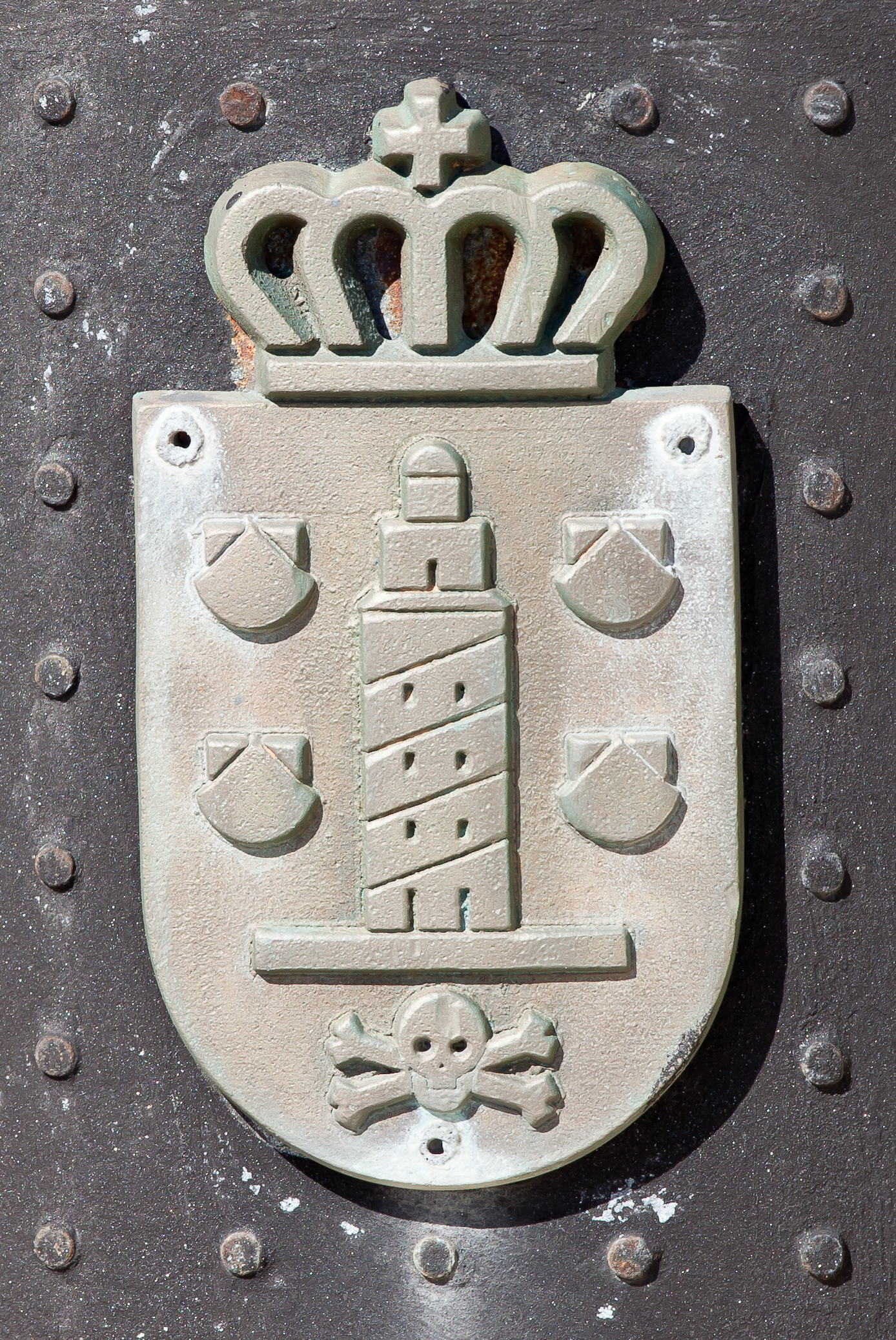
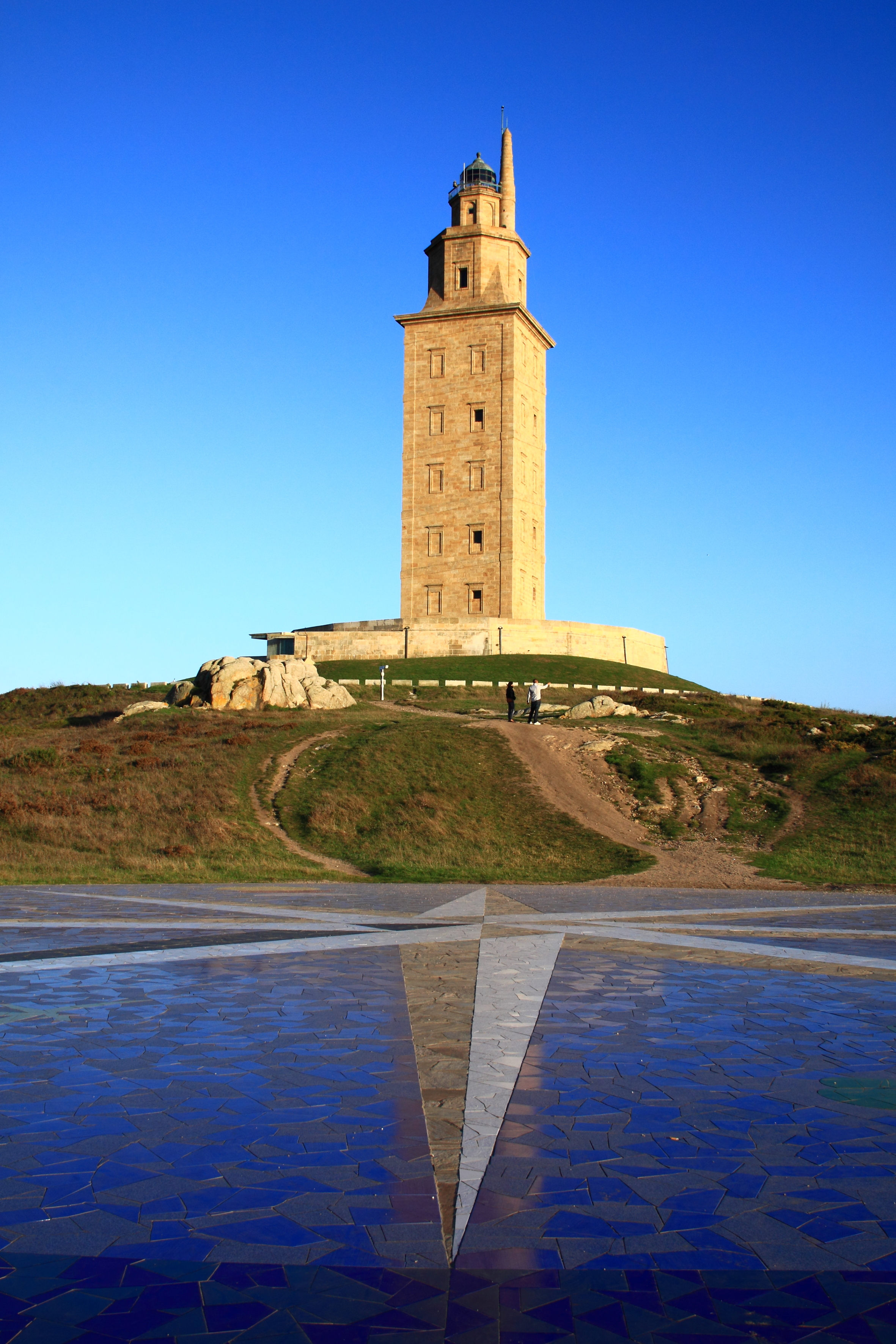
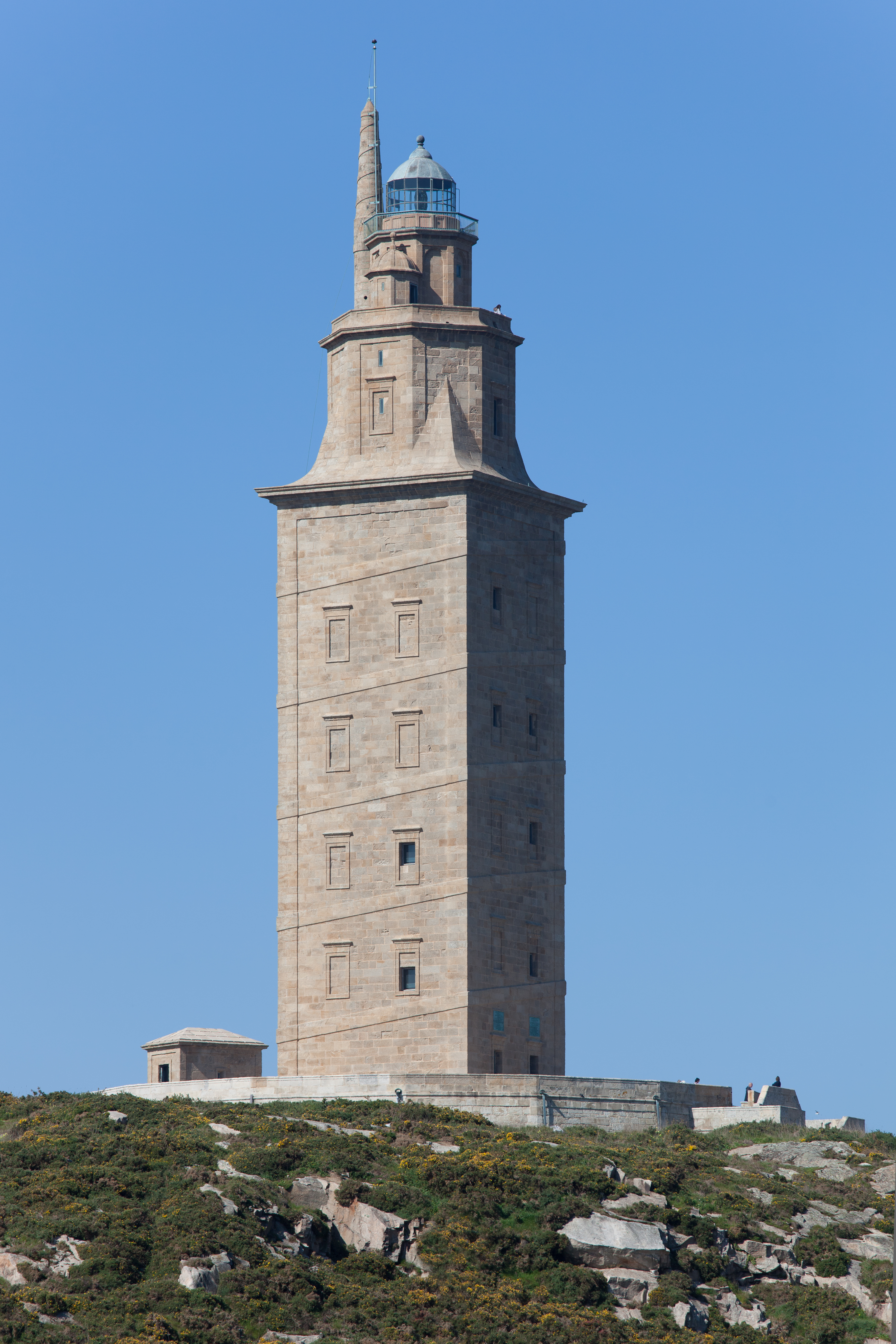
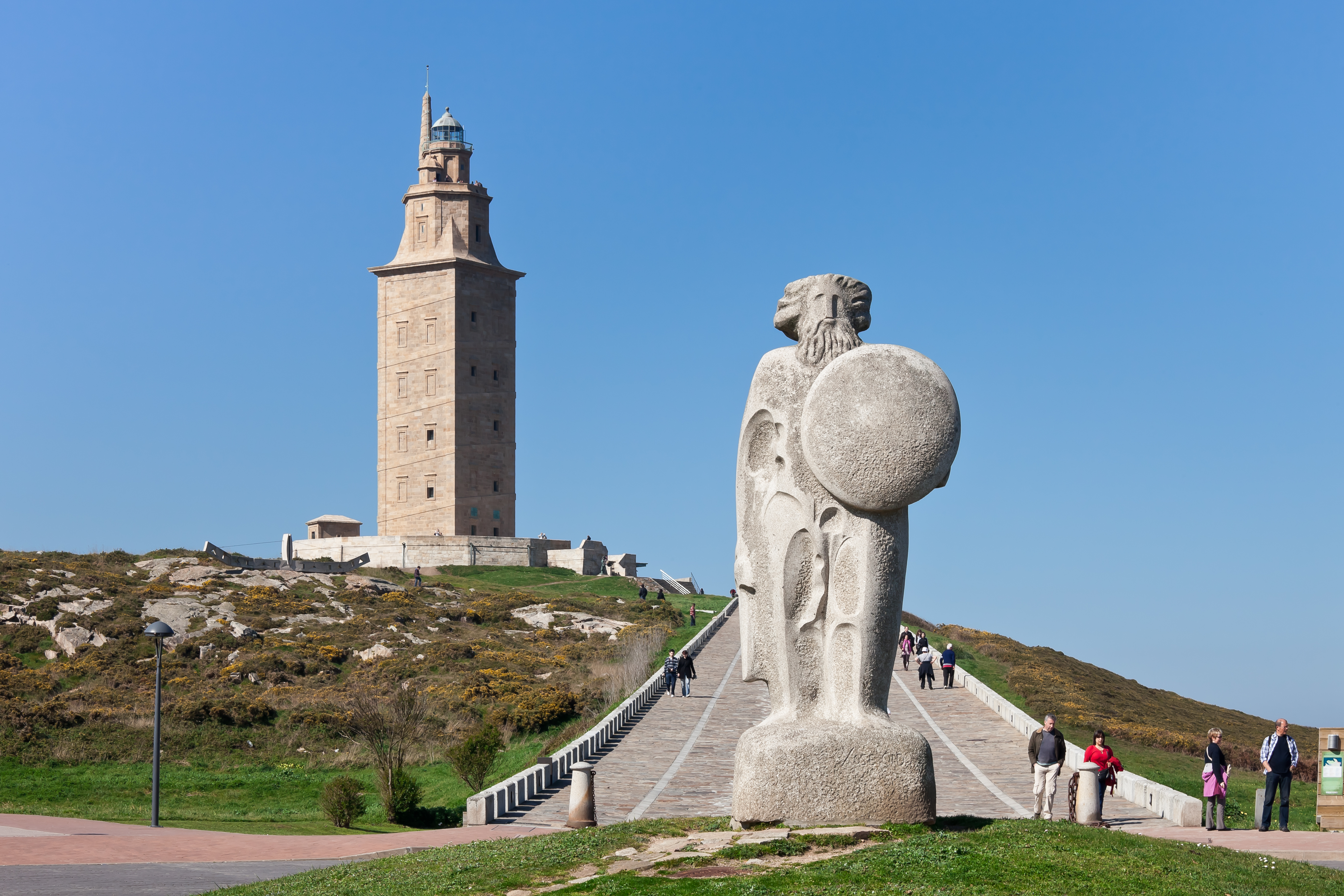
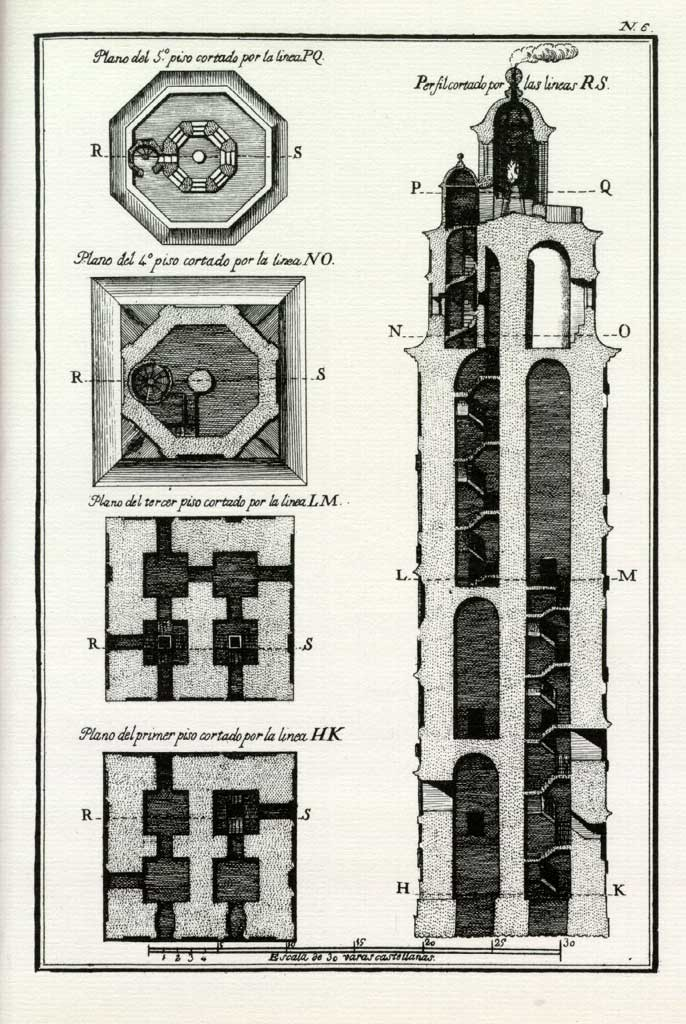
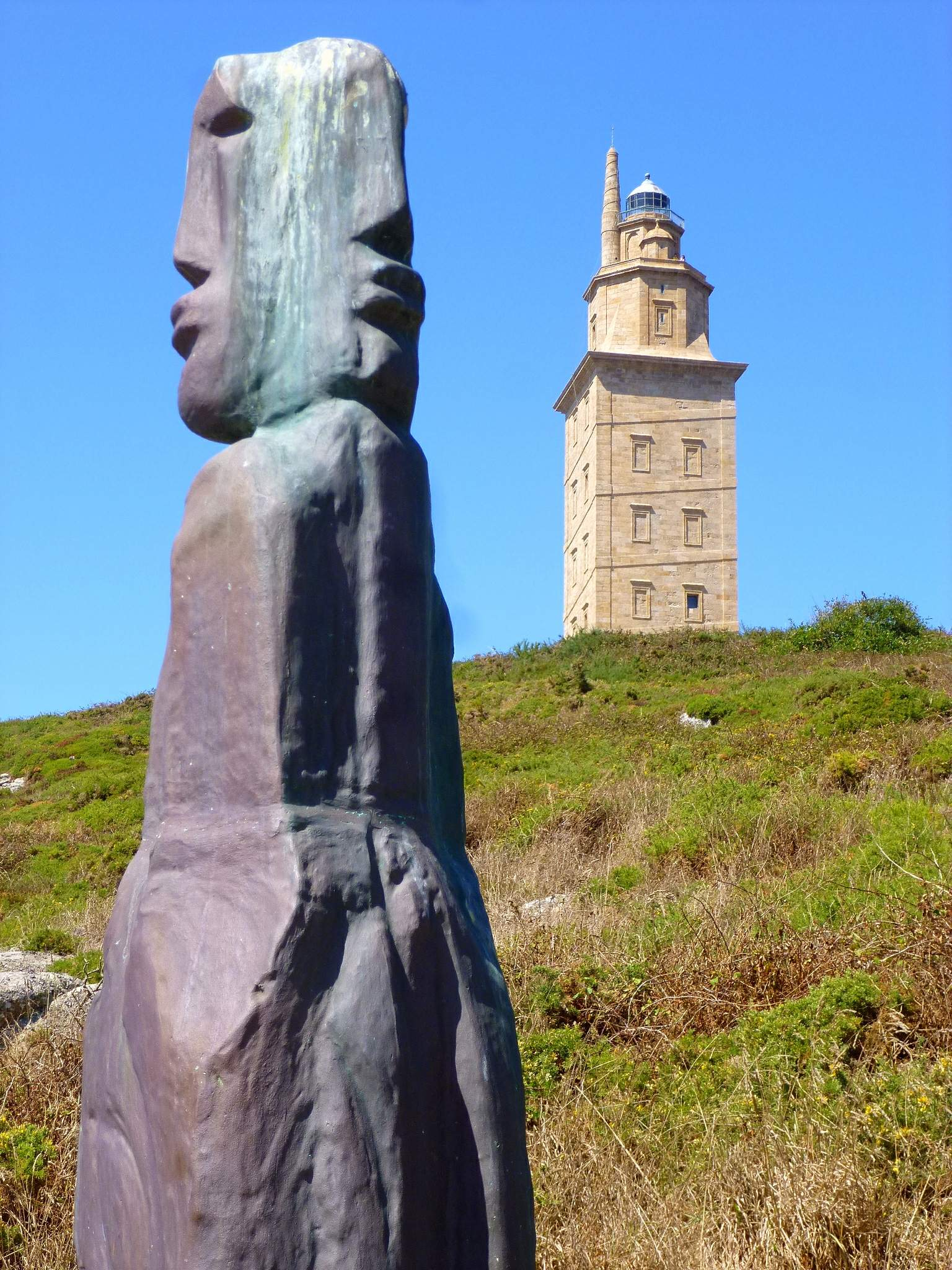
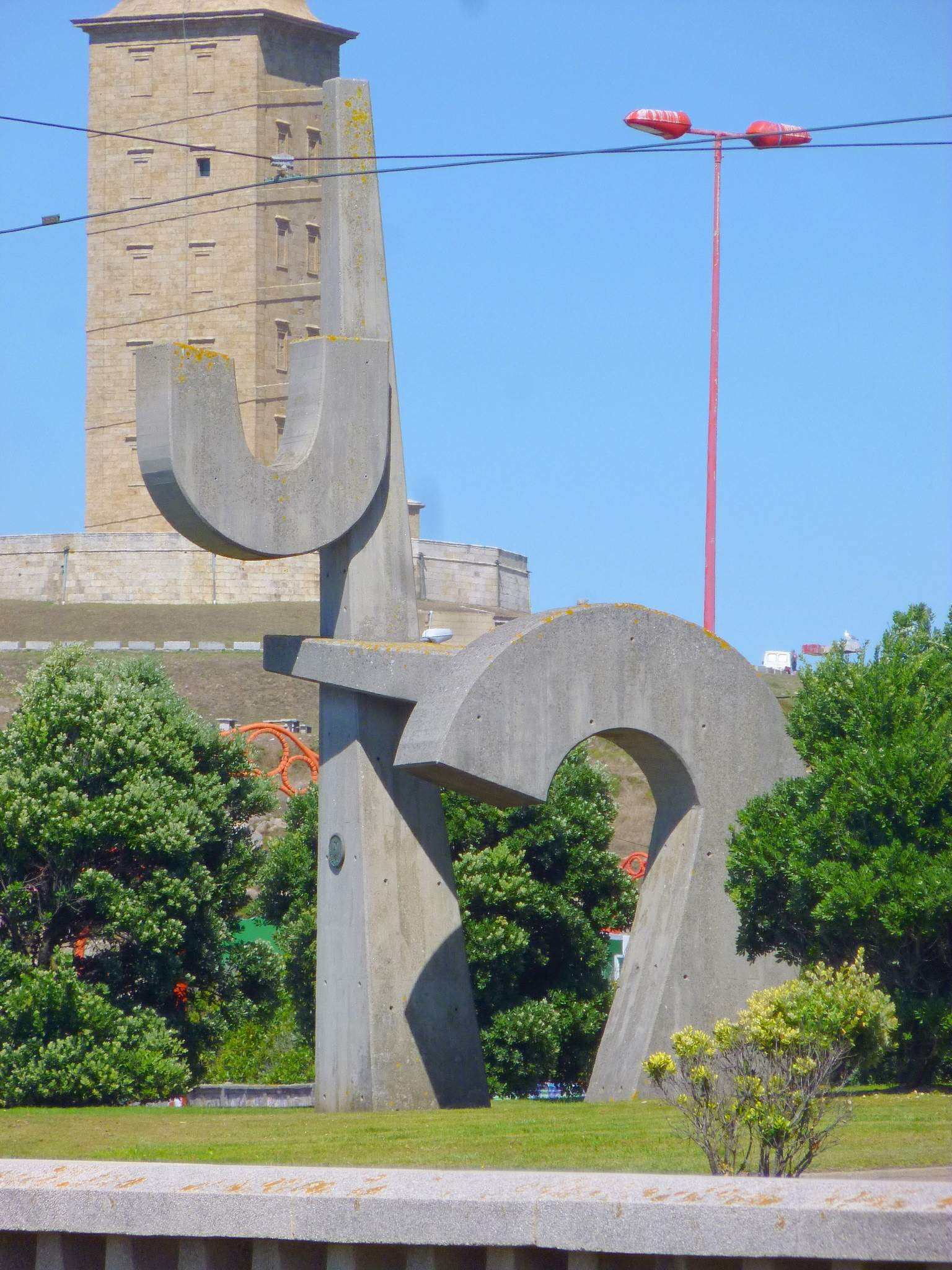
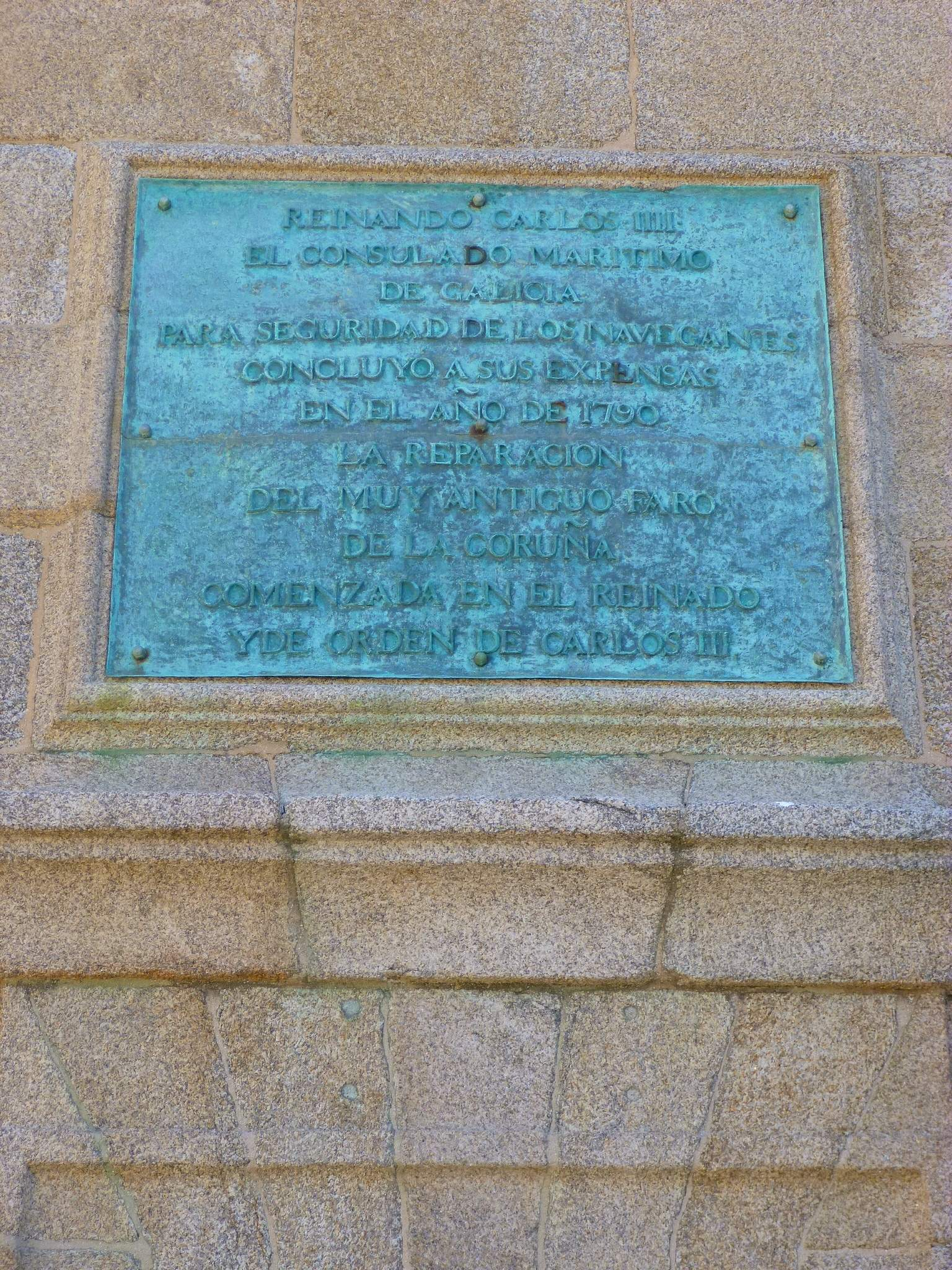
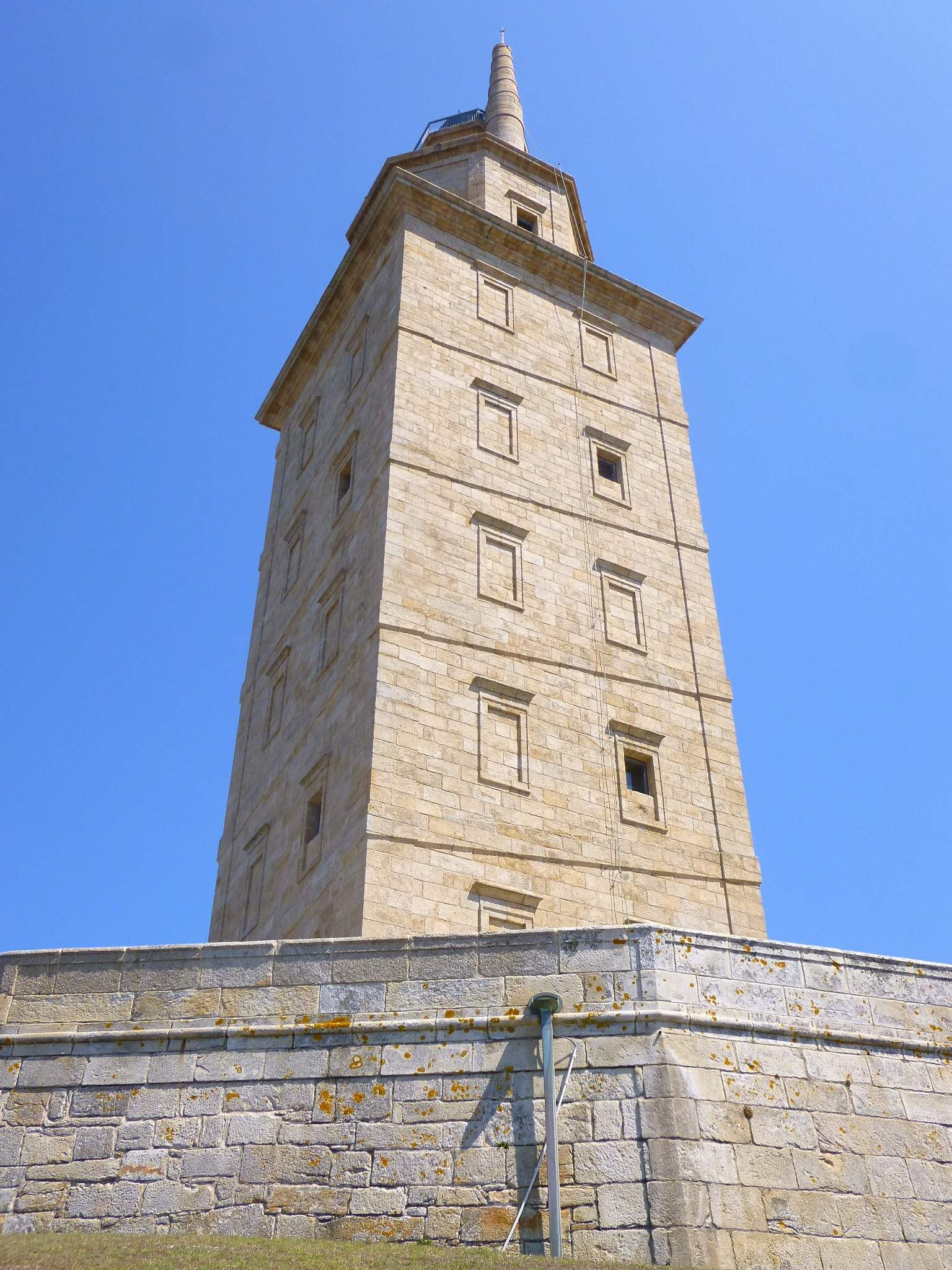
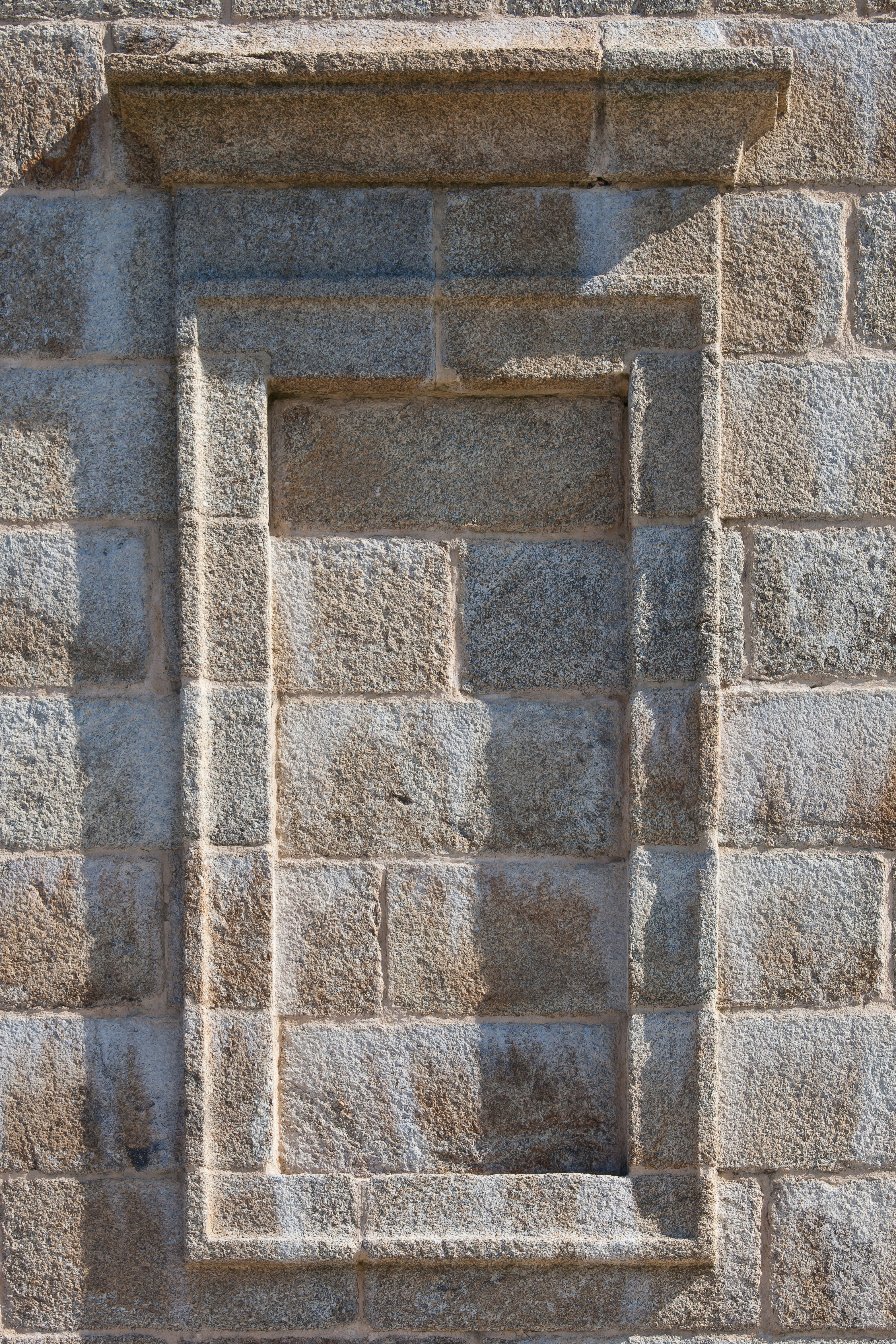